# Rejon czerniachowski (Rosja)
Rejon czerniachowski (ros. Черняховский район) – jednostka podziału administracyjnego wchodząca w skład rosyjskiego obwodu królewieckiego.
Rejon leży w centralnej części obwodu, a jego ośrodkiem administracyjnym jest miasto Czerniachowsk.